# Teoría de Wiman-Valiron
La teoría de Wiman-Valiron es una teoría matemática inventada por Anders Wiman como una herramienta para estudiar el comportamiento de funciones completas arbitrarias. Después del trabajo de Wiman, la teoría fue desarrollada por otros matemáticos y se extendió a clases más generales de funciones analíticas. El principal resultado de la teoría es una fórmula asintótica para la función y sus derivados cerca del punto donde se alcanza el módulo máximo de esta función. 

## Término máximo e índice central
Por definición, una función completa puede representarse mediante una serie de potencias que es convergente para todos los complejos {\displaystyle z}: 
{\displaystyle f(z)=\sum _{n=0}^{\infty }a_{n}z^{n}.}
Los términos de esta serie tienden a 0 como  {\displaystyle n\to \infty }, entonces para cada  {\displaystyle z} hay un término de módulo máximo. Este término depende de {\displaystyle r:=|z|}. Su módulo se llama el término máximo de la serie: 
aquí {\displaystyle n}es el exponente para el cual se alcanza el máximo; Si hay varios términos máximos, definimos  {\displaystyle n}como el mayor exponente de ellos. Este número {\displaystyle n}depende de  {\displaystyle r}, se denota por {\displaystyle n(r,f)}y se llama el índice central . 
Deja 
{\displaystyle M(r,f)=\max\{|f(z)|:|z|\leq r\}}
Ser el módulo máximo de la función {\displaystyle f}. La desigualdad de Cauchy implica que {\displaystyle \mu (r,f)\leq M(r,f)} para todos {\displaystyle r\geq 0}. La estimación inversa  {\displaystyle M(r,f)\leq (\mu (r,f))^{1+\epsilon }}fue probado por primera vez por Borel, y una estimación más precisa debido a que Wiman lee
{\displaystyle M(r,f)\leq \mu (r,f)\left(\log \mu (r,f)\right)^{1/2+\epsilon },}
en el sentido de que por cada {\displaystyle \epsilon >0}existen valores arbitrariamente grandes de  {\displaystyle r}por lo que esta desigualdad se mantiene.  De hecho, Valiron demostró que la relación anterior es válida para "la mayoría" de los valores de  {\displaystyle r}: el conjunto excepcional {\displaystyle E}para lo que no posee tiene medida logarítmica finita: 
{\displaystyle \int _{E}{\frac {dr}{r}}<\infty .}
Las mejoras de estas desigualdades fueron objeto de mucha investigación en el siglo XX.

## La principal fórmula asintótica
El siguiente resultado de Wiman es fundamental para varias aplicaciones:  {\displaystyle z_{r}}ser el punto por el cual el máximo en la definición de  {\displaystyle M(r,f)}se alcanza por el Principio Máximo tenemos {\displaystyle |z_{r}|=r}. Resulta que {\displaystyle f(z)}se comporta cerca del punto {\displaystyle z_{r}}como un monomio: hay valores arbitrariamente grandes de  {\displaystyle r}tal que la fórmula 
{\displaystyle f(z)=(1+o(1))\left({\frac {z}{z_{r}}}\right)^{n(r,f)}f(z_{r}),}
se mantiene en el disco 
{\displaystyle |z-z_{r}|<{\frac {r}{\left(n(r)\right)^{1/2+\epsilon }}}.}
aquí {\displaystyle \epsilon >0}es un número positivo arbitrario, y la o (1) se refiere a  {\displaystyle r\to \infty ,\;r\not \in E}, donde  {\displaystyle E}es el conjunto excepcional descrito anteriormente. Este disco generalmente se llama el disco de Wiman-Valiron. 

## Aplicaciones
La fórmula para {\displaystyle f(z)}para {\displaystyle z}cerca {\displaystyle z_{r}} se puede diferenciar por lo que tenemos una relación asintótica. 
{\displaystyle f^{(m)}(z)=(1+o(1))\left({\frac {n(r)}{z}}\right)^{m}\left({\frac {r}{z_{r}}}\right)^{n(r)}f(z_{r}).}
Esto es útil para estudios de soluciones completas de ecuaciones diferenciales. 
Otra aplicación importante se debe a Valiron quien notó que la imagen del disco Wiman-Valiron contiene un anillo "grande" ( {\displaystyle \{z:r_{1}<|z|<r_{2}\}}donde ambos  {\displaystyle r_{1}} y   {\displaystyle r_{2}/r_{1}}son arbitrariamente grandes).  Esto implica el importante teorema de Valiron de que hay discos arbitrariamente grandes en el plano en el que se pueden definir las ramas inversas de una función completa.  Una versión cuantitativa de esta afirmación se conoce como el teorema de Bloch . 
Este teorema de Valiron tiene otras aplicaciones en la dinámica holomórfica: se utiliza en la prueba del hecho de que el conjunto de escape de una función completa no está vacío. 

## Desarrollo posterior
En 1938, Macintyre encontró que uno puede deshacerse del índice central y de las series de poder en esta teoría.  Macintyre sustituye el índice central por la cantidad. 
{\displaystyle a(r,f):=r{\frac {M'(r,f)}{M(r,f)}}}
y demostró la relación principal en la forma. 
Esta declaración no menciona la serie de potencias, sino el supuesto de que  {\displaystyle f}es entero fue utilizado por Macintyre. 
La generalización final fue lograda por Bergweiler, Rippon y Stallard quienes demostraron que esta relación persiste para todas las funciones analíticas ilimitadas  {\displaystyle f}definido en una región arbitraria ilimitada  {\displaystyle D}en el plano complejo, bajo el único supuesto de que {\displaystyle |f(z)|}está limitado por  {\displaystyle z\in \partial D}.  La declaración clave que hace posible esta generalización es que el disco de Wiman-Valiron está realmente contenido en {\displaystyle D}para todos los no excepcionales {\displaystyle r}. 